# New York Film Critics Online
La New York Film Critics Online (NYFCO) est une association américaine de critiques de cinéma, basée à New York, aux États-Unis et fondée en 2001. Contrairement au New York Film Critics Circle, la NYFCO regroupe des critiques de film sur Internet.
Elle remet chaque année les New York Film Critics Online Awards (NYFCO Awards), qui récompensent les meilleurs films de l'année.

## Catégories de récompense
- Meilleur film
- Meilleur réalisateur
- Meilleur acteur
- Meilleure actrice
- Meilleur acteur dans un second rôle
- Meilleure actrice dans un second rôle
- Meilleure distribution
- Révélation de l'année
- Meilleur premier film
- Meilleur scénario
- Meilleure photographie
- Meilleure musique de film
- Meilleur film en langue étrangère
- Meilleur film d'animation
- Meilleur film documentaire